# Kasper Sand Kjær
Kasper Sand Kjær (født 4. maj 1989 i Randers) er en dansk bachelor og tidligere politiker, som var medlem af Folketinget for Socialdemokratiet fra juni 2019 til oktober 2023. Han blev i september 2024 idømt en betinget fængselsstraf for bedrageri. 
Han blev valgt ved folketingsvalget 2019 og var fra valget i 2019 til juni 2020 Socialdemokratiets ordfører for uddannelse og forskning samt formand for Folketingets Beskæftigelsesudvalg. Fra juni 2020 er han kultur- og medieordfører for Socialdemokratiet samt formand for Uddannelses- og Forskningsudvalget. Senere blev han udlændinge- og integrationsordfører. Han er desuden formand for Dansk Institut for Demokrati og Partier (DIPD).[kilde mangler] Kjær meddelte 31. oktober 2023 at han trak sig fra sin plads i Folketinget med øjeblikkelig virkning for "at prøve et liv udenfor politik".

## Baggrund
Kasper Sand Kjær har en bachelor i uddannelsesvidenskab fra Aarhus Universitet (Danmarks institut for Pædagogik og Uddannelse, Emdrup). Han er student fra Randers Statsskole i 2008.
Kasper Sand Kjær har været aktiv i diverse ungdomsorganisationer siden 2003, bl.a. Danske Skoleelever.
Fra 2012 til 2014 var han formand for DSU Københavnskredsen og Distrikt København. Fra 2012 til 2015 var han tillige ansat som ungdomskonsulent i LO.
Til Danmarks Socialdemokratiske Ungdoms kongres i 2014, stillede han op som formand i et kampvalg mod Alexander Grandt Petersen. Han tabte valget til samme. 
I december 2015 blev Kasper Sand Kjær valgt som formand for Dansk Ungdoms Fællesråd (DUF), en post han bestred indtil den 11. juni 2019, hvor han trak sig tilbage som formand efter at være blevet valgt til Folketinget.
I 2018 overtog Kasper Sand Kjær hvervet som folketingskandidat for Socialdemokratiet i Ballerupkredsen efter Mette Frederiksen som havde skiftet til Aalborg Østkredsen.

## Bedragerisag
I september 2024 kom det frem, at Kasper Sand Kjær var blevet sigtet for bedrageri og falsk anmeldelse. Sagen handler om et påstået tyveri af hans betalingskort, hvorpå der efterfølgende blev hævet 45.310 kroner. Han gjorde efterfølgende indsigelser til sin bank, som derefter ifølge normal praksis ville dække beløbet. Det kom samtidig frem, at han ville tilstå, når sagen få dage senere kom for Københavns Byret. Det kom derefter frem via billeder og dokumentation fra Folketinget, at bedrageriet foregik under en udvalgsrejse med udlændinge- og integrationsudvalget til Wien.
Københavns Byret behandlede sagen som en tilståelsessag 13. september 2024. Kasper Sand Kjær erkendte sig skyldig i begge tiltalepunkter, mens svarede ikke nærmere på baggrunden for bedrageriet. "Det er den største fejl, jeg nogensinde har begået i hele mit liv," sagde han i retten. Anklagemyndigheden krævede ham idømt betinget fængsel i tre måneder og samfundstjeneste, mens forsvarer Michael Juul Eriksen argumenterede for betinget fængsel i to måneder og ingen samfundstjeneste. Dommen endte på to måneders (60 dages) betinget fængsel og samfundstjeneste i 80 timer. Dommen blev modtaget af Kasper Sand Kjær, ligesom anklageren også erklærede sig tilfreds med den.